# Archi-abbaye Saint-Pierre de Salzbourg
L’archi-abbaye Saint-Pierre (en allemand : Erzabtei St. Peter ; en latin : Archiabbatia sancti Petri Salisburgensis) de Salzbourg est l'abbaye la plus ancienne de la congrégation bénédictine d'Autriche et la plus ancienne de l'espace germanophone. Les moines vivent selon la règle de saint Benoît.

## Histoire
L'abbaye a été fondée par saint Rupert vers l'an 696 pour servir de base à la mission des habitants des Alpes orientales. Des restes de murailles trouvés sous l'autel de l'abbatiale actuelle et datées du Ve siècle attestent qu'à l'époque de saint Séverin se trouvait déjà une église avec une communauté monastique romanche que saint Rupert a rénovée et agrandie par la suite. Jusqu'en 987, la charge d'évêque de Salzbourg était liée à celle d'abbé par une union personnelle, et l'abbaye a servi de résidence des archevêques jusqu'en 1110.
Au Moyen Âge, le scriptorium de l'abbaye était l'un des plus fameux pour la production de manuscrits enluminés. Saint-Pierre est l'abbaye-mère d'Admont en Styrie ; en 1074, douze moines de Saint-Pierre ont été envoyés à Admont pour y commencer la vie monastique. Au XVe siècle, l'abbaye participe à la réforme de Melk et en 1622 l'archevêque Paris von Lodron érige l'université de Salzbourg sous la férule des bénédictins ; celle-ci restera étroitement liée à l'abbaye jusqu'à la fin en 1810.

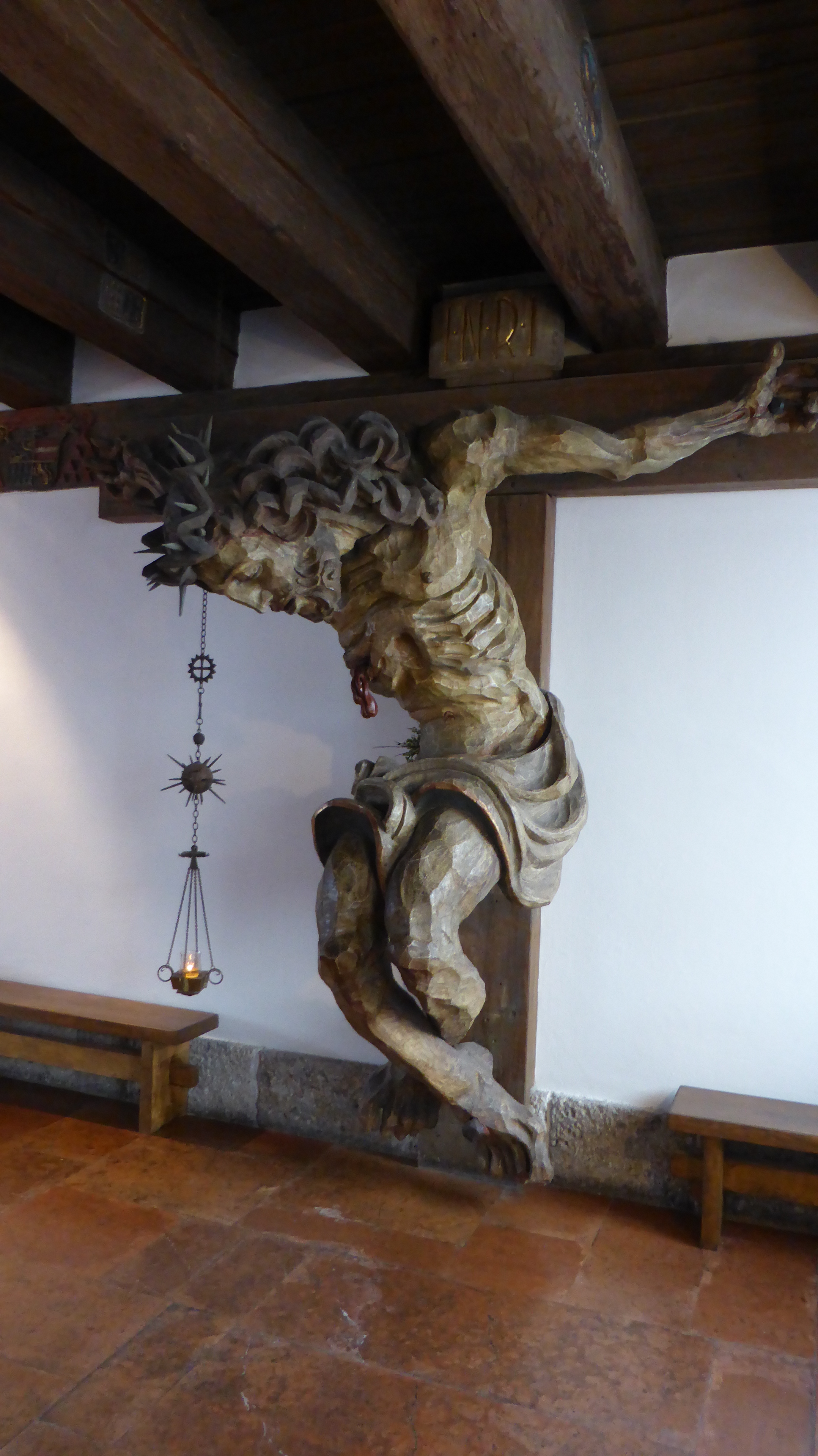
Crucifix dans l'aile du collège des études, œuvre de Jacob Adlhart (1925).

C'est en 1926, grâce à l'abbé Petrus Klotz, que le collège des études des bénédictins a été fondé sous le nom de Kolleg St. Benedikt, et qu'il a été le noyau de la restauration de la nouvelle université de Salzbourg. En 1927, l'abbaye est élevée au rang d'archi-abbaye par le pape. Après l’Anschluss de l'Autriche en mars 1938, les moines sont strictement surveillés par les autorités du régime nazi, puis expulsés ; mais l'abbaye n'est pas supprimée en tant que telle. Les moines retournent à l'abbaye après la guerre. L'archi-abbé Korbinian Birnbacher dirige Saint-Pierre depuis 2013. En septembre 2019, vingt-deux moines travaillent et prient (ora et labora est la devise des bénédictins) à l'abbaye.

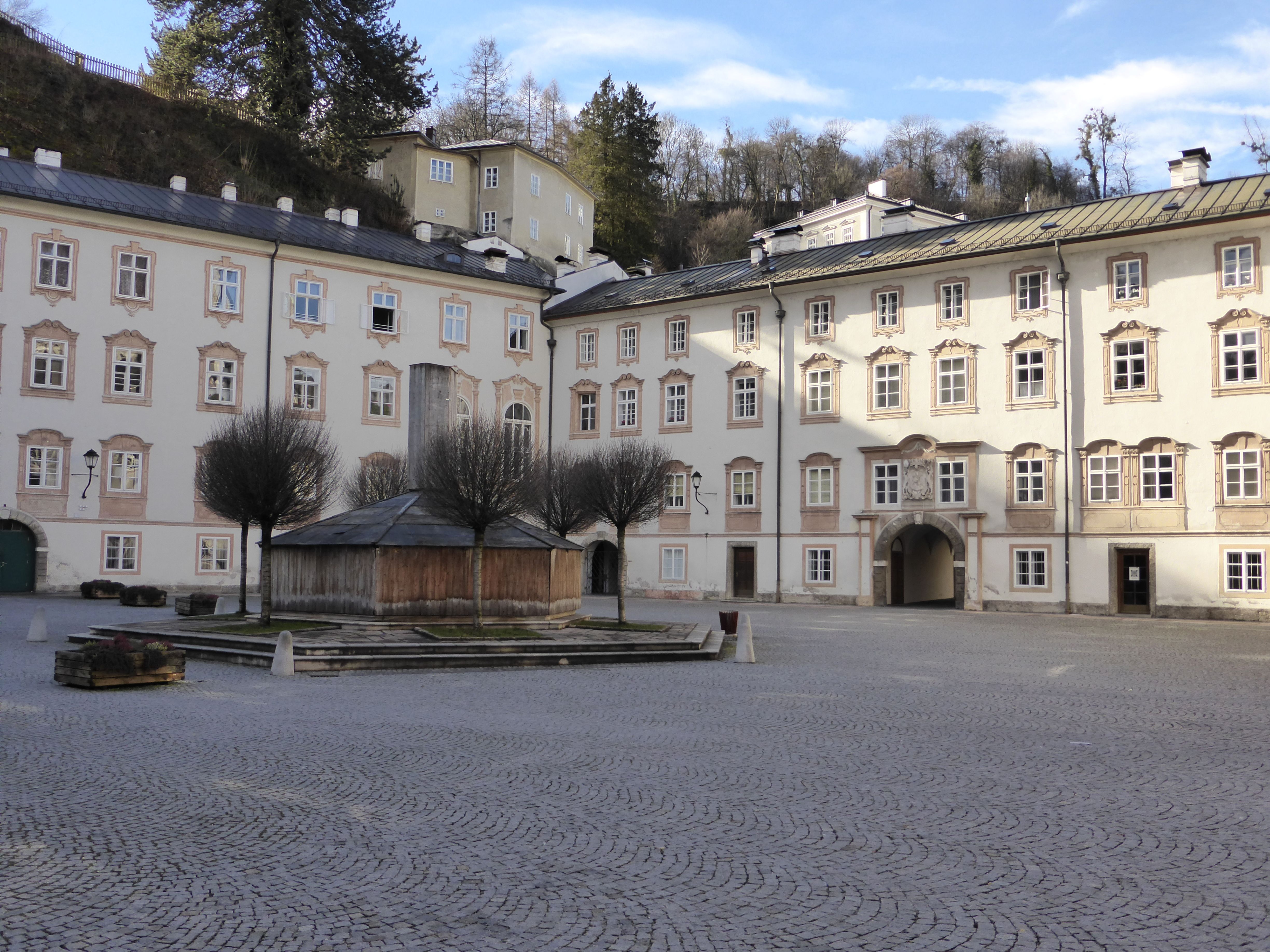
Cour intérieure de l'abbaye
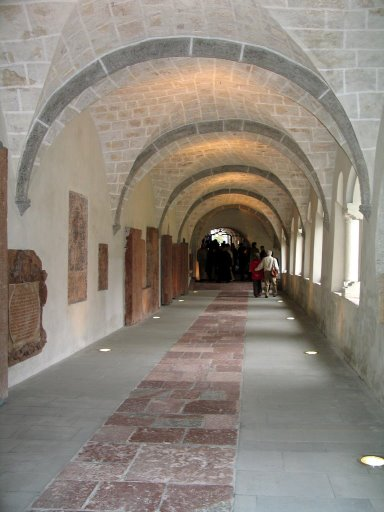
Cloître
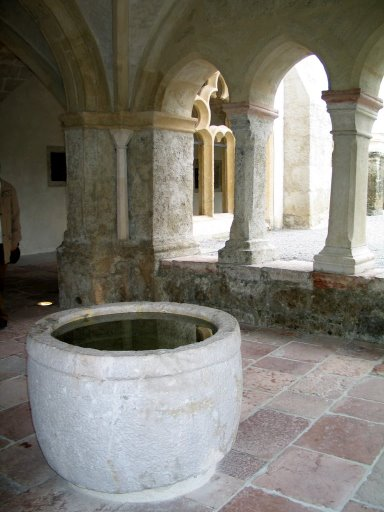
Fontaine

## Abbatiale
L'abbatiale dédiée à saint Pierre (Stiftskirche Sankt Peter) se trouve directement au pied du Mönchsberg. Une première église abbatiale est bâtie en 696 par l'évêque Rupert de Salzbourg qui se sert d'éléments architecturaux de l'antiquité tardive utilisés pour la première communauté monastique romanche qui s'y trouvait auparavant. L'abbatiale actuelle se trouve sur les fondements de l'église bâtie en 1125–1143 et consacrée en 1147. La tour massive de style roman a été érigée vers 1400, sur les fondements d'une tour du IXe siècle.
L'orgue de tribune date de 1444 et a été fabriqué par le Mayençais Heinrich Traxdorf. Les voûtes d'ogives gothiques ont été conservées dans le narthex. L'église est réaménagée en 1605-1606, puis en 1619-1620 et surmontée d'une coupole en 1622. Le dôme recouvert d'un bulbe baroque a été commandé par l'abbé Seeauer en 1756. Les deux grands autels sont essentiellement dus à Martin Johann Schmidt (Kremser-Schmidt). L'autel de l'Immaculée Conception possède une Madone de 1425. L'intérieur de l'église est décoré entre 1760 et 1766 avec des stucs rococo et des fresques au plafond grâce à König, Härmbler, Högler, Zöpf et d’autres dans un style rocaille repensé, l’ancien édifice roman restant facilement reconnaissable. La grande grille somptueusement rococo a été conçue par Philipp Hinterseer. 

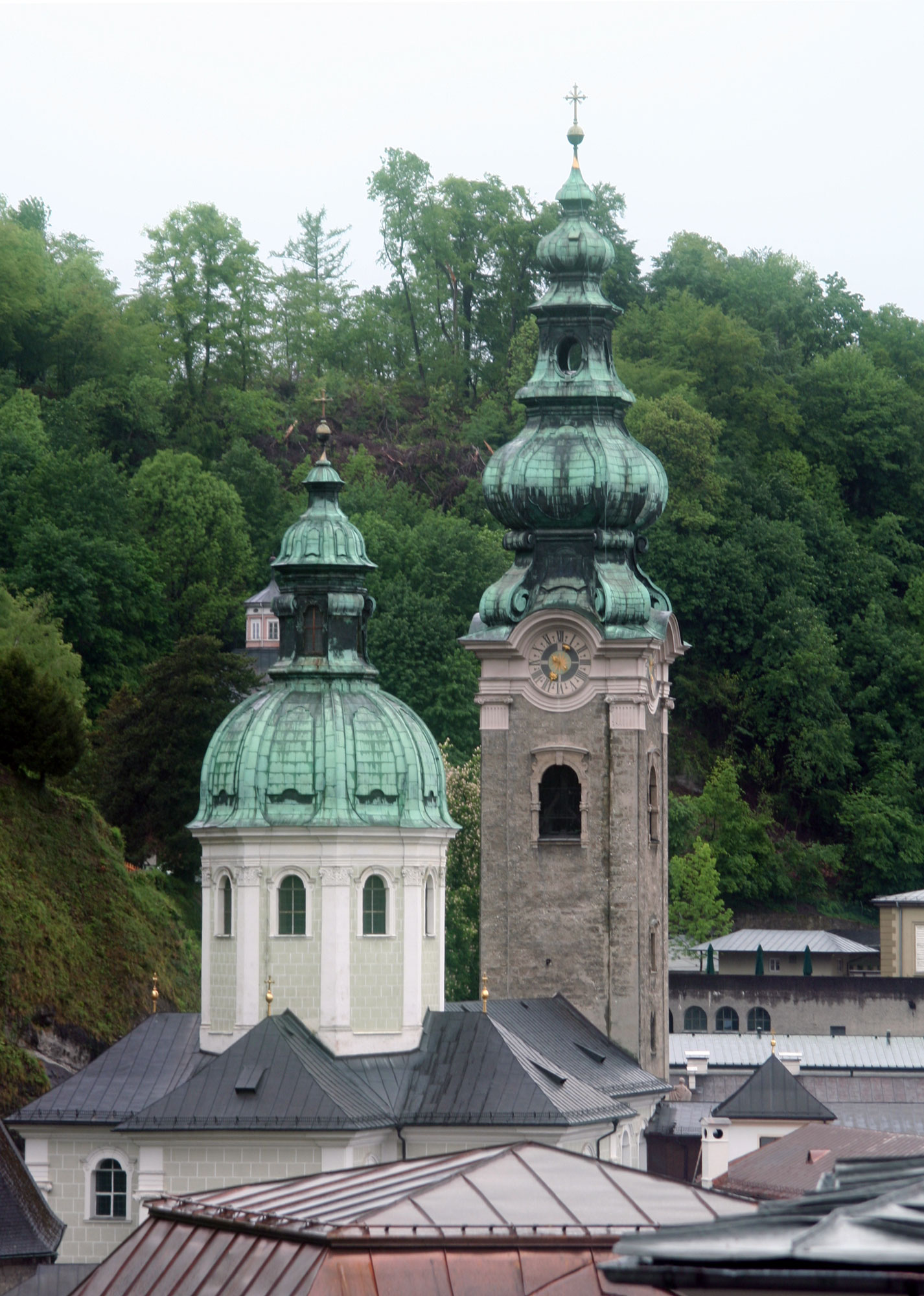
Tours de l'église
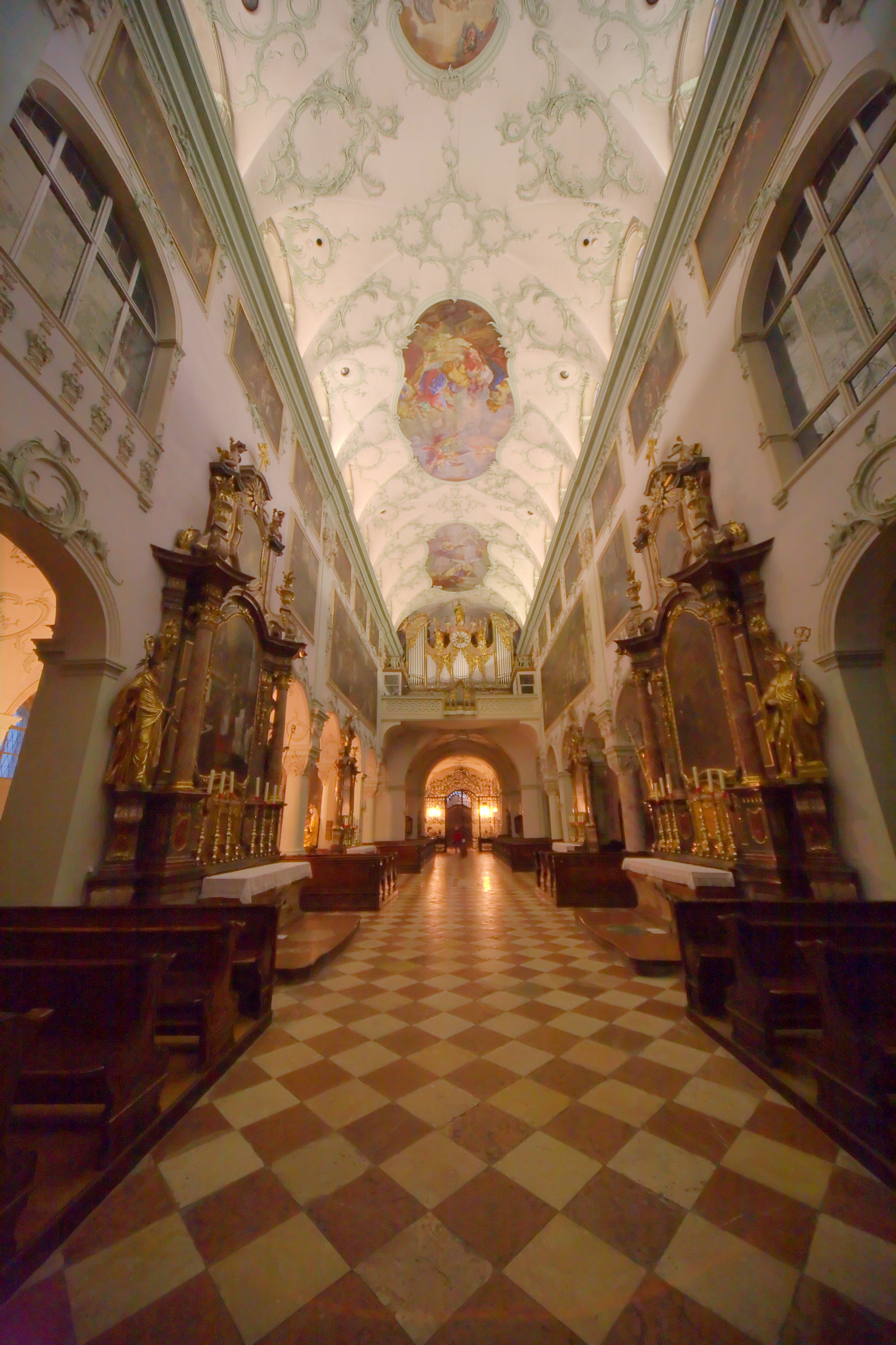
Nef
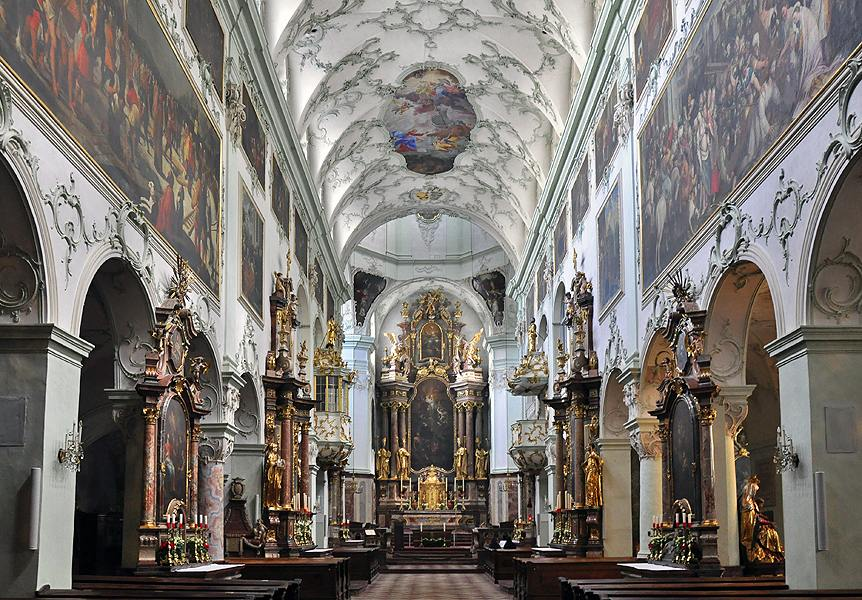
Maître-autel du chœur

L'église abbatiale possède deux chapelles principales, la chapelle Saint-Wolfgang et la chapelle du Saint-Esprit. La petite chapelle Sainte-Catherine fondée en 1213 par le duc Léopold VI se trouve dans le bras sud du transept ; elle a été consacrée en 1243. Ses ogives sont remarquables. Elle a été décorée avec des stucs baroques par Peter Pflauder en 1797. La chapelle Sainte-Marie à côté est restée dans son style gothique d'origine, c'est l'édifice gothique le plus ancien de Salzbourg. C'est ici que se trouve la tombe de l'abbé Johann von Staupitz (mort en 1524) qui fut en tant qu'ancien augustin le supérieur de Martin Luther.

## Bibliothèque

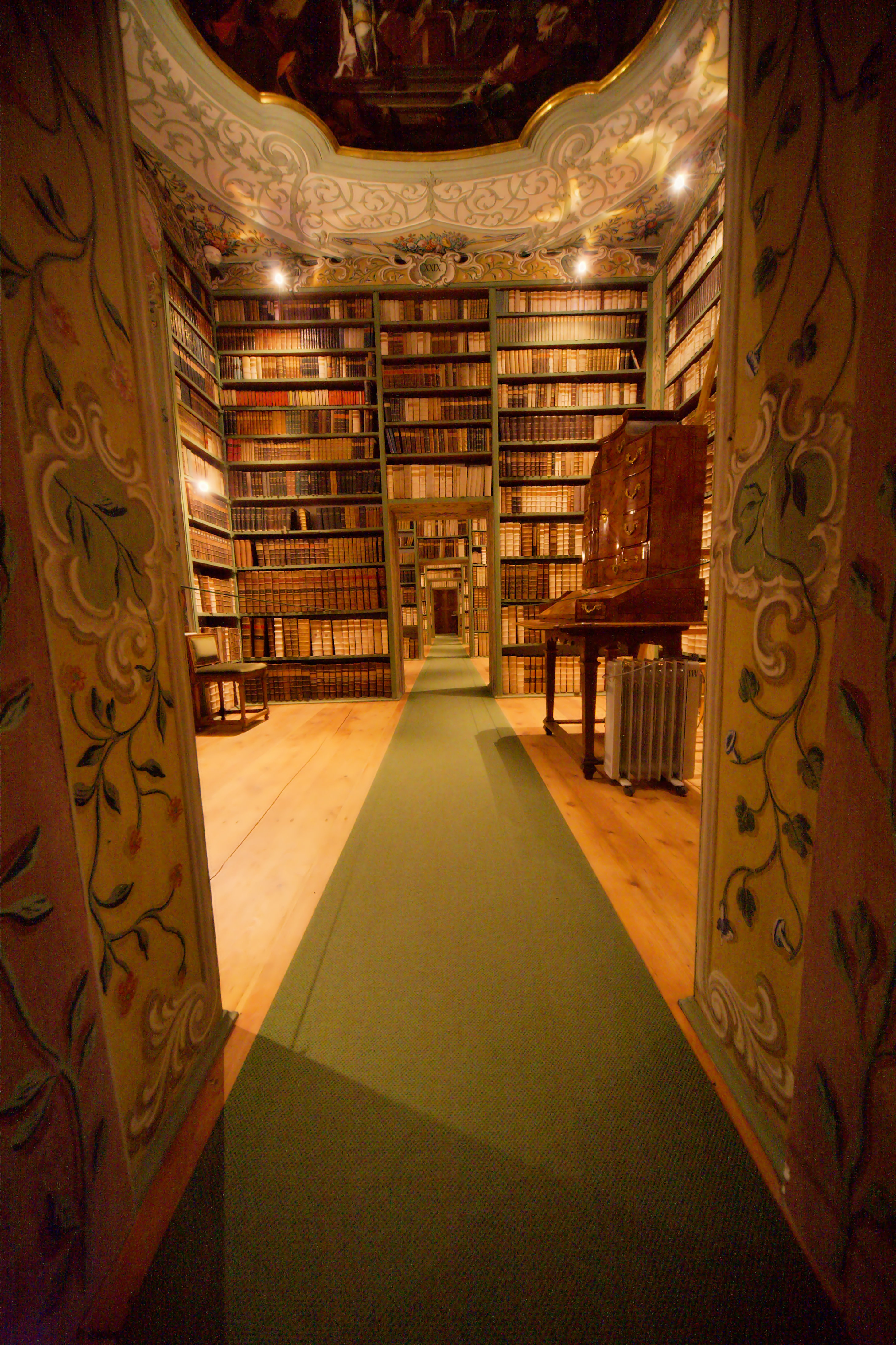
Vue de la bibliothèque

Saint-Pierre abrite la bibliothèque la plus ancienne d'Autriche. Le manuscrit le plus précieux parmi les huit cents manuscrits antiques de la bibliothèque est sans doute le Liber Confraternitatum Sancti Petri (Salzburger Verbrüderungsbuch) commandé en 784 par l'évêque saint Virgile de Salzbourg. Riche de plus de cent mille volumes, la bibliothèque possède des études sur la vie monastique, des ouvrages de spiritualité et de théologie, d'histoire de l'Église remontant pour certains au Moyen Âge, d'histoire de l'art et de l'histoire de Salzbourg. Sa collection d'incunables et des premiers livres imprimés est l'une des plus précieuses d'Autriche. Elle compte aussi des images pieuses, une collection graphique, de cartes et la collection d'images pieuses du P. Gregor Reitlechner.
En 1768, l'abbé Beda Seeauer fait redécorer la bibliothèque en style rococo. Elle est restaurée en 1999 ; elle est accessible sur permission spéciale et les chercheurs peuvent y travailler après permission. En novembre 2006, des parties des fonds de la bibliothèque qui avaient été auparavant dupliquées ont été vendues à diverses bibliothèques, à des collectionneurs et à universités en Autriche et en Allemagne.

## Archives
Les archives de l'abbaye sont ouvertes pour les chercheurs sur recommandation. Elles sont datées du VIIIe siècle jusqu'au XXe siècle et sont classées ainsi :
- Archives anciennes : environ 4 300 pièces jusqu'en l'an 1700
- Manuscrits A : chroniques, journaux, protocoles de chapitres, protocoles de visites, fondations, nécrologies, rouleaux manuscrits, inventaires, livres de compte, etc.
- Manuscrits B : livres officiels du domaine seigneurial (divers cadastres, livres de compte, de fermage, de commerce, etc.).
- Actes : documents et correspondance des abbés, des moines, de l'intendance et d'autres documents administratifs et seigneuriaux
- Collections : photographies, cartes et plans.

## Archives musicales
Salzbourg ayant toujours rayonné pour la musique, Saint-Pierre possède une collection d'autographes et d'œuvres manuscrites originales de musiciens et compositeurs fameux, comme Eberlin, Adlgasser, Léopold et Wolfgang Amadeus Mozart, Haydn, Neukomm, Führer et Santner.

## Stiftsmusik St. Peter
L'abbaye Saint-Pierre est fameuse pour ses activités musicales et culturelles. La fondation de la musique (Stiftsmusik) et le chœur organisent des concerts et l'animation des cérémonies liturgiques. La fondation est spécialisée dans la musique de Haydn, de Mozart et d'autres compositeurs célèbres. La messe en ut mineur de Mozart a été créée à l'abbaye le 26 octobre 1783 avec sa femme Constance Mozart comme soliste soprano.

## Musée Saint-Pierre et collections
C'est en mai 2004 qu'est inauguré le complexe muséal « DomQuartier Salzburg » qui présente dans le nouveau Museum St. Peter un choix de pièces exceptionnelles issues de l'abbaye bénédictine selon les techniques d'exposition les plus modernes. Des pièces des archives et de la bibliothèque sont montrées ainsi que objets de dévotion, des collections de photographies, des collections de peintures, d'art graphique, de l'artisanat d'art, des minéraux, du mobilier, des instruments de musique, des pièces de monnaie avec une présentation multimédia de la vie monastique d'aujourd'hui à l'abbaye.

## Institut Saint-Pierre
La conférence des abbés de Salzbourg a fondé en l'an 2000 l'Institut für Benediktinische Studien ou institut Saint-Pierre, qui s'occupe d'études à propos des Bénédictins et de leur règle ; il est dirigé par Sr Michaela Puzicha OSB. L'institut a été à l'origine de la réforme liturgique en Autriche. L'institut liturgique a été affilié à la conférence des évêques d'Autriche en 2001.

## Gastronomie - Stiftskulinarium
Les hôtes de l'abbaye peuvent se restaurer au St. Peter Stiftskulinarium qui a été est mentionné pour la première dans les écrits d'Alcuin en l'an 803, ; il se vante d'être l'auberge la plus ancienne d'Europe encore en activité.

## Cimetière

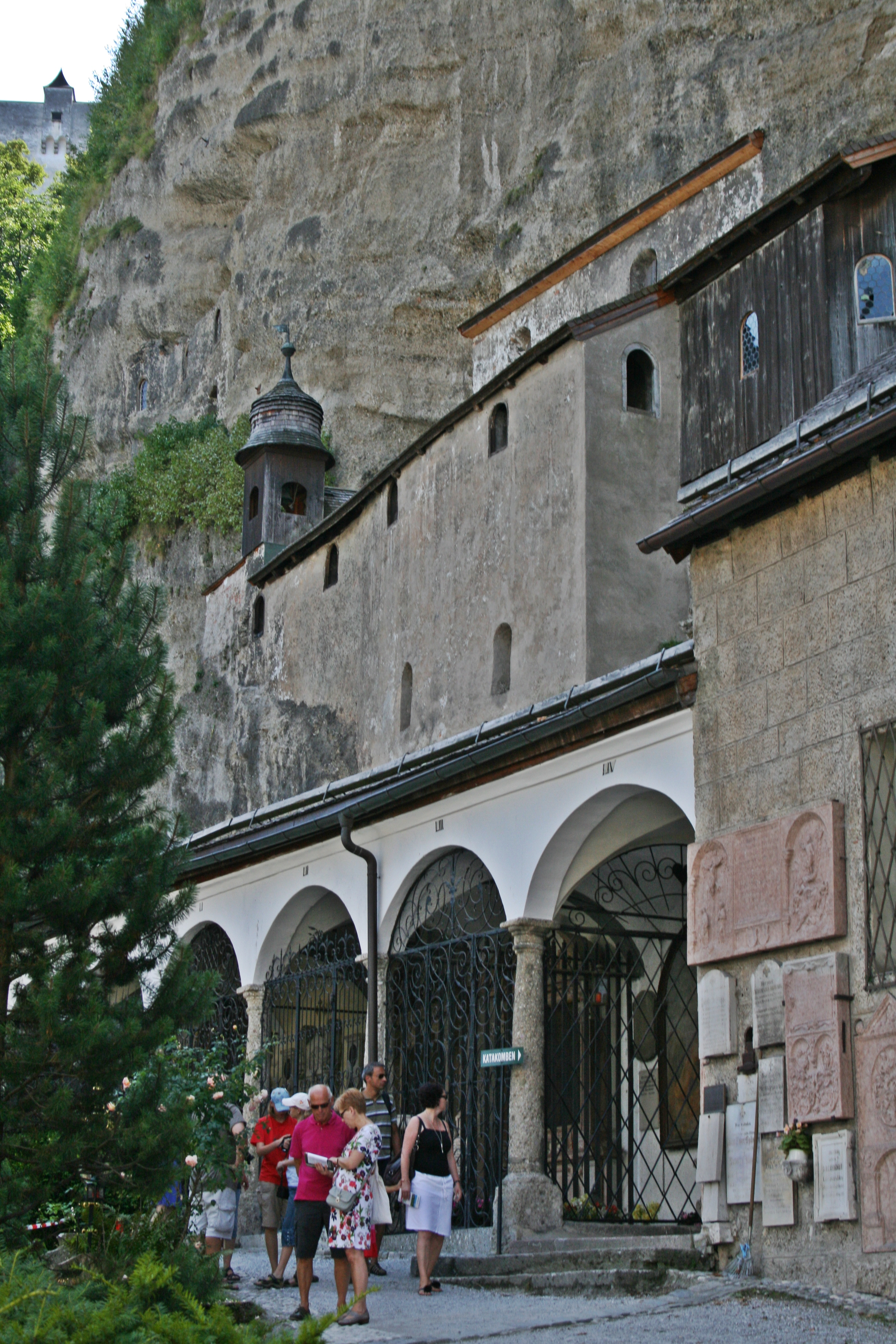
Les catacombes de Salzbourg.

Le cimetière qui se trouve à côté est fameux par ses catacombes, où l'on trouve les vestiges architectoniques les plus anciens de la ville. Le grand nombre de chapelles funéraires du cimetière en fait l'un des cimetières les plus impressionnants d'Europe centrale.

## Activités économiques de l'abbaye
La tradition bénédictine (ora et labora) stipule que le moine doit gagner sa vie pour faire vivre la communauté, en plus de la prière ; aussi l'archi-abbaye vit-elle de plusieurs ressources :
- Restaurant et gastronomie
- Jardinerie
- Éditions St. Peter
- Minoterie[7]
- Locations immobilières
- Production agricole
- Sylviculture

## Source
- (de) Cet article est partiellement ou en totalité issu de l’article de Wikipédia en allemand intitulé « Stift Sankt Peter (Salzburg) » (voir la liste des auteurs).